# François Willems
François Willems (3 januari 1958) is een Belgisch voormalig atleet, die zich had toegelegd op de lange afstanden.

## Biografie
Bij de jeugd mocht Willems meermaals deelnemen aan internationale kampioenschappen. In 1976 en 1977 mocht hij tweemaal naar het wereldkampioenschap veldlopen U20 en eenmaal naar het Europees kampioenschap U20. In 1980 miste hij nipt de limiet voor de Olympische Spelen in Moskou. In 1982 en 1983 kon hij zich tweemaal op rij plaatsen voor het wereldkampioenschap veldlopen voor senioren.
Willems was gedurende zijn hele carrière aangesloten bij AC Lebbeke. Hij werd er ook clubvoorzitter.

## Persoonlijke records
| Onderdeel | Prestatie | Datum        | Plaats   |
| --------- | --------- | ------------ | -------- |
| 1500 m    | 3.49,2    | 16 mei 1978  | Brussel  |
| 3000 m    | 8.01,3    | 25 juni 1980 | Neerpelt |
| 5000 m    | 13.42,3   | 11 juli 1980 | Heverlee |

## Palmares

### 3000 m
- 1977: 15e EK U20 - 8.24,9

### veldlopen
- 1976: 38e WK U20 - 25.33
- 1977: 41e WK U20 - 24.55
- 1982: 130e WK - 36.39,3
- 1983: 100e WK - 39.11